# Camelot Software Planning
Camelot Software Planning es una empresa japonesa desarrolladora de videojuegos fundada en 1990. Hoy en día se la conoce como una second-party de Nintendo, pues sin ser propiedad de Nintendo, sólo crea juegos para plataformas de esta marca.
Camelot es conocida por la creación de los juegos deportivos basados en personajes Nintendo, así como por las aclamadas sagas Golden Sun para Game Boy Advance y Nintendo DS y Shining para Mega Drive y Sega Saturn.

## Historia
En sus orígenes, Camelot formaba parte de Sega y era conocida como Sonic! Software Planning. Este equipo se formó para desarrollar lo que sería su primer juego: Shining in the Darkness, para Mega Drive.
En 1995, Camelot se separa oficialmente de Sega firmando un acuerdo por el cual la empresa seguiría con el desarrollo de títulos de la saga Shining para las plataformas de Sega, sin lanzar juegos para las demás consolas que pudieran perjudicar a esta franquicia.
A finales de 1998, Sega tiene centrados todos sus esfuerzos en su nueva consola Dreamcast y el abandono de la consola anterior, Sega Saturn, y de todos los proyectos relacionados con ella, pone en un aprieto a Camelot. La empresa se encontraba desarrollando Shining Force III Scenario 3 para Sega Saturn, y a pesar de las pocas perspectivas de éxito en un sistema abandonado, deciden terminarlo y lanzarlo. Este sería el último desarrollo para un sistema de Sega. Poco después firman un acuerdo con Nintendo que perdura hasta hoy.

## Videojuegos de Desarrolladores
Desarrolladores en Juegos Listados Todos en Publicados.

### Publicado deNintendo
1999
- Mario Golf — (Nintendo 64, Game Boy Color)

2000
- Mario Tennis — (Nintendo 64, Game Boy Color)

2001
- Mobile Golf — (Game Boy Color)
- Golden Sun — (Game Boy Advance)

2002
- Golden Sun: La edad perdida — (Game Boy Advance)

2003
- Mario Golf: Toadstool Tour — (Nintendo GameCube)

2004
- Mario Golf: Advance Tour — (Game Boy Advance)
- Mario Power Tennis — (Nintendo GameCube, Wii serie New Play Control!)

2005
- Mario Tennis: Power Tour — (Game Boy Advance)

2010
- Golden Sun Dark Dawn — (Nintendo DS)

2012
- Mario Tennis Open — (Nintendo 3DS)

2014
- Mario Golf: World Tour — (Nintendo 3DS)

2015
- Mario Tennis: Ultra Smash — (Wii U)

2017
- Mario Sports Superstars — (Nintendo 3DS)

2018
- Mario Tennis Aces — (Nintendo Switch)

2021
- Mario Golf: Super Rush — (Nintendo Switch)

### Publicados de Sony yCapcom
1995
- Beyond the Beyond — (PlayStation)

1997
- Hot Shots Golf — (PlayStation)

2007
- We Love Golf — (Wii)